# Osservatorio di Istanbul di Taqi al-Din

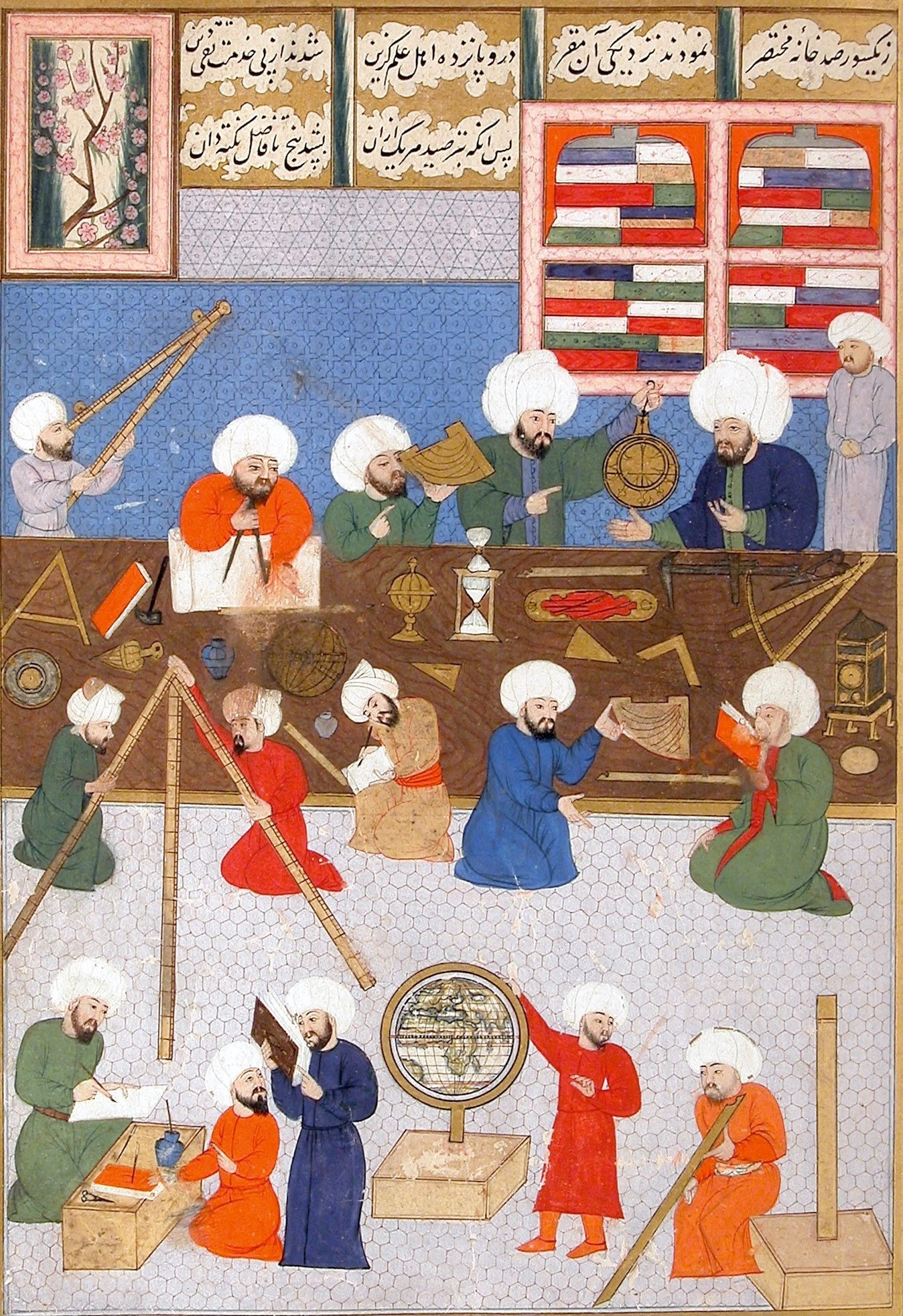
Attività all'interno dell'Osservatorio di Taqi al-Din

L'osservatorio di Istanbul di Taqi al-Din fu fondato a Istanbul, capitale dell'Impero ottomano da Taqī al-Dīn Muḥammad ibn Maʿrūf nel 1577 e a quell'epoca esso era il più grande osservatorio astronomico esistente nel mondo islamico. 

Tuttavia esso sopravvisse per pochi anni appena, visto che esso fu distrutto nel 1580.

## Storia
Nel 1574, Murad III divenne il sultano dell'Impero ottomano. L'astronomo capo, Taqi al-Din, chiese al suo signore di finanziare la costruzione di un grande osservatorio astronomiche che rivaleggiasse con quello assai noto fatto edificare a Samarcanda dal sovrano timuride Ulugh Beg. Il sultano dette la sua approvazione e la costruzione fu terminata già nel 1577, allo stesso tempo all'incirca dell'osservatorio eretto a Uraniborg da Tycho Brahe.